# Neftekumsk
Neftekumsk (russisch Нефтекумск) ist eine Stadt in der Region Stawropol (Russland) mit 27.687 Einwohnern (Stand 14. Oktober 2010).

## Geografie
Die Stadt liegt im nördlichen Kaukasusvorland etwa 300 km östlich der Regionshauptstadt Stawropol am rechten Ufer der Kuma.
Neftekumsk ist Verwaltungszentrum des gleichnamigen Rajons.
Die nächstgelegene Eisenbahnstation befindet sich im 80 Kilometer entfernten Budjonnowsk.

## Geschichte
Neftekumsk entstand ab 1958 im Zusammenhang mit der Erschließung der 1953 entdeckten Stawropoler Erdöl- und Erdgaslagerstätte. Der Name ist vom Namen des Flusses und dem russischen Wort neft für Erdöl abgeleitet.
1962 erhielt der Ort den Status einer Siedlung städtischen Typs und 1968 das Stadtrecht.

### Bevölkerungsentwicklung
| Jahr | Einwohner |
| ---- | --------- |
| 1959 | 1.700     |
| 1970 | 14.626    |
| 1979 | 20.248    |
| 1989 | 22.092    |
| 2002 | 27.395    |
| 2010 | 27.687    |

Anmerkung: Volkszählungsdaten (1959 gerundet)

## Wirtschaft
Neben der Erdöl- und Erdgasförderung durch die zu Rosneft gehörende Stawropolneftegas gibt es Betriebe der Lebensmittel- und Textilindustrie.